# Lupinus mariae-josephi
Este lupino conocido simplemente como Lupinus mariae-josephi, sin nombre vulgar en español, nombrado en lengua valenciana como tramussera valenciana (Lupinus mariae-josephi) es una especie de lupino (del género Lupinus) que fue descubierta por Higinio Pascual quien recolectó las primeras semillas conocidas a finales de la década de los 70 del siglo XX.
En 2004 fue descrita oficialmente y poco tiempo después se consideró extinta. Redescubierta en 2006 en el paraje conocido con el nombre de Loma del Tramussarprop de Montserrat de Alcalá. Es endémica de las comarcas valencianas de la Ribera Alta, La Safor y La Costera.
Al contrario que la mayoría de especies del género Lupinus, que habitan en terrenos ácidos o neutros, esta especie vive en suelos calcáreos y alcalinos. Suele crecer en terrenos acompañada de especies como la coscoja, el palmito o el lentisco.

## Descripción
La especie, por la posición del estandarte o pétalo superior (aplicado sobre la carina o conjunto de los dos pétalos inferiores), el color de la flor (rojo) y la estructura de la inflorescencia (no es en espiga terminal sino en racimo) no parece emparentada con ninguna de las especies de Lupinus del Mediterráneo o de Norteamérica. Es una hierba anual, erecta y pilosa que alcanza hasta 30cm de alto. Las flores tienen 12 mm de longitud, corola blanco amarillenta al principio y luego completamente roja. Fructifica en legumbre de 50x20 mm con 3-4 semillas elipsoidales de 8x6x4 mm de color pardo con el fondo marrón claro. 
Esta planta forma nódulos radiculares en los que entra en simbiosis con bacterias del género Bradyrhizobium.
Esta planta por sus características de crecimiento en suelos calcáreos y alcalinos puede tener interés para la mejora de los forrajes.